# Liste des scientifiques de l'âge d'or de l'Islam

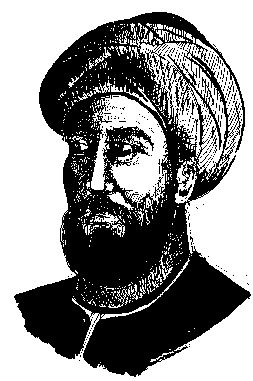
Image d'Al Zahrawi (Albucasis) qui est appelé « le père de la chirurgie ».

Cette liste des scientifiques de l'âge d'or de l'Islam traite des scientifiques ayant exercé durant l'âge d'or de l'Islam, notamment dans les domaines tels que l'astronomie, la géographie, la médecine, les mathématiques, la géologie, la chimie, la physique et l'histoire.

## Liste
- Abbas ibn Firnas (810 - 887)
- Abd al-Rahman al-Soufi (903 - 986)
- Abderrahman El Mejdoub (1506 - 1568)
- Abderrezak Ibn Hamadouche el-Djazaïri (1695 - 1780)
- Abu Al-Qasim (940 - 1013)
- Abu Bakr al-Hassar
- Abu al-Faraj al-Isfahani (897 - 967)
- Abu Kamil (859 - 930)
- Abu l-Wafa (940 - 998)
- Abu Muhammad Ibn al-Baitar (1190 - 1248)
- Ahmad Ibn Mun'im (1228 )
- Ahmad ibn Yusuf (835 - 912)
- Al-Asmai (739 - 831)
- Al-Asmai (740 - 828)
- Al Baghdadi (1161 - 1231)
- Al-Baqilani (950 - 1013),
- Al-Battani (855 - 923)
- Al-Biruni (973 - 1048)
- Al-Dinawari (820 - 896)
- Al-Djazari (1136 - 1206)
- Al-Fârâbî (872 - 950)
- Al-Farghani (800 - 870)
- Al Idrissi (1099 - 1165)
- Al-Jahiz (776 - 869)
- Al-Jayyani (989 - 1079)
- Al-Khalili (en) (1320 - 1380)
- Al-Khwârizmî (780 - 850)
- Al-Kindi (801 - 873)
- Al-Maghribi (1220 - 1283)
- Al-Mas'ûdî (? - 957)
- Al-Mâwardi (972 - 1058)
- Al-Qalasadi (1412 - 1486)
- Al-Samaw'al (1130 - 1180)
- Al-Uqlidisi (920 - 980)
- Al-Umawi (en) (1400 - 1489)
- Al-Zarqali (1028 – 1087)
- Ali ibn Ridwan (988 - 1061)
- Ali Quchtchi (1403 - 1474)
- Averroès (1126 – 1198)
- Avenzoar (1070 ou 1091 - 1161
- Avempace (1085 - 1138)
- Avicenne (980 - 1037)
- Frères Banou Moussa (800 - 873)
- Fakhr ad-Dîn ar-Râzî ( 1150 - 1210)
- Hunayn ibn Ishaq (809-873)
- Ibn-Al Banna (1256 - 1321)
- Ibn al-Fahhâm (XIVe siècle)
- Ibn al-Khatib (1313 - 1374)
- Ibn al-Nadim (1204)
- Ibn al-Thahabi (? - 1033)
- Ibn al-Yasamin (en) (? - 1204)
- Ibn Bajjah ou Avempace (1085 - 1138)
- Ibn Duraid (837 - 934)
- Ibn Hamza al-Maghribi (1554/75 - 1611)
- Ibn Hazm (994 - 1064)
- Ibn Khaldoun (1332 - 1406)
- Ibn Nafis (1213 - 1288)
- Ibn Qunfudh (1340 - 1406)
- Ibn Tufayl (1105 – 1185)
- Ibn Yahyā al-Maghribī al-Samaw'al (1220 - 1283)
- Ibn Yunus (950 - 1009)
- Ibrahim ibn Sinan (908 - 946)
- Jabir Ibn Aflah (1100 - 1160)
- Jabir ibn Hayyan (721 - 815)
- Khalil ibn Ahmad (718 - 786)
- Muhammad al-Fazari (? - 796/806)
- Nasir al-Din al-Tusi (1201 - 1274)
- Rachid Yazami (1953-)
- Sinan ibn Thabit (en) (880 - 943))
- Thābit ibn Qurra (826 -  901)
- Ziriab (789 - 857)